# Hypena phecomalis
Hypena phecomalis är en fjärilsart som beskrevs av Swinhoe 1905. Hypena phecomalis ingår i släktet Hypena och familjen nattflyn. Inga underarter finns listade i Catalogue of Life.